# Institute of Combinatorics and its Applications
Das Institute of Combinatorics and its Applications (ICA) ist eine 1990 gegründete internationale Gesellschaft zur Förderung der Kombinatorik.

## Hauptteil
Hauptsitz ist in der Florida Atlantic University in Boca Raton.
Es gibt einfache Mitglieder (noch nicht promovierte Wissenschaftler und Studenten – graduate und student members – sowie companion members), Associate Fellows (mit Ph.D. und in der Regel im Rang eines Assistant Professors im amerikanischen System) und Fellows (etablierte Wissenschaftler). 2014 hatte das ICA rund 800 Mitglieder aus über 40 Ländern.
Dreimal jährlich geben sie den Bulletin of the ICA heraus mit Forschungsartikeln von Mitgliedern.
Es gibt die Hall Medaille (für Mitglieder nicht älter als 40 Jahre), die Euler-Medaille (für herausragende Leistungen von Mitgliedern) und die Kirkman Medaille (für Mitglieder, deren Ph.D. nicht mehr als vier Jahre zurückliegt). Sie sind jeweils nach bekannten Kombinatorikern benannt (Leonhard Euler, Thomas Kirkman, Marshall Hall). Außerdem gibt es die Stanton Medaille (benannt nach dem Gründer der ICA Ralph Stanton) für Beiträge zur Kombinatorik außerhalb der Forschung. Es gibt Honorary Fellows.

## Honorary Fellows
- 1990 H. S. M. Coxeter
- 1990 Paul Erdős
- 1990 Haim Hanani
- 1990 Bernhard Neumann
- 1990 Derrick Henry Lehmer
- 1990 S. S. Shrikhande
- 1992 Leonard Carlitz
- 1992 Roberto Frucht
- 1992 E. M. Wright
- 1995 C. R. Rao
- 1996 Gustavus J. Simmons
- 2000 Vera Sós
- 2010 Horst Sachs
- 2010 Henry W. Gould
- 2018 Neil Robertson

## Hall Medaille
- 1994 Ortrud Oellermann, Chris Rodger, Doug Stinson
- 1995 Donald Kreher
- 1996 Christos Koukouvinos, Christine O’Keefe, Tim Penttila
- 1997 Reinhard Diestel
- 1998 Marco Buratti, Arrigo Bonisoli
- 1999 Hendrik Van Meldeghem, Rolf Rees
- 2000 Michael Henning, Klaus Metsch
- 2001 Alfred Menezes, Alexander Pott
- 2002 Saad El-Zanati
- 2003 Antonio Cossidente
- 2004 Dirk Hachenberger, Masaaki Harada
- 2005 Jonathan Jedwab
- 2006 Darryn Bryant, Gennian Ge, Heather Jordon
- 2007 David Pike
- 2008 Ian Wanless
- 2009 nicht verliehen
- 2010 Catherine Greenhill
- 2011 Olga Polverino
- 2012 Michael Giudici
- 2013 Bart De Bruyn
- 2014 Peter Dukes
- 2015 Lijun Ji
- 2016 nicht verliehen
- 2017 John Bamberg, Daniel Horsley

## Kirkman Medaille
- 1994 Robert Craigen, Jonathan Jedwab
- 1995 Darryn Bryant
- 1996 Gregory Gutin, Patric R. J. Östergård
- 1997 Makoto Matsumoto, Bernhard Schmidt
- 1998 Peter Adams, Cai Heng Li
- 1999 Nicholas Hamilton, Qing Xiang
- 2000 Michael Raines
- 2001 Matthew R. Brown, Alan Ling, Ying Miao
- 2002 Ian Wanless
- 2003 Ken-ichi Kawarabayashi, Mateja Sajna, Sanming Zhou
- 2004 Andreas Enge, Jon-Lark Kim
- 2005 Michael Giudici, Matt Walsh
- 2006 John Bamberg, Giuseppe Marino, Koen Thas
- 2007 Petteri Kaski, Peter Dukes
- 2008 Nick Cavenagh, Futaba Okamoto
- 2009 nicht verliehen
- 2010 Daniel Horsley, Kai-Uwe Schmidt
- 2011 Tao Feng
- 2012 Rebecca Stones, Xiande Zhang
- 2013 Tommaso Traetta
- 2014 Daniele Bartoli
- 2015 Padraig Ó Catháin
- 2016 Yue Zhou
- 2017 Hengjia Wei, Binzhou Xia

## Stanton Medaille
- 2016 Ronald Mulin
- 2017 Robin Wilson